# Liste der Baudenkmale in Teltow
In der Liste der Baudenkmale in Teltow sind alle Baudenkmale der brandenburgischen Stadt Teltow und ihrer Ortsteile aufgelistet. Grundlage ist die Veröffentlichung der Landesdenkmalliste mit dem Stand vom 31. Dezember 2020. Die Bodendenkmale sind in der Liste der Bodendenkmale in Teltow aufgeführt.

## Legende
In den Spalten befinden sich folgende Informationen:
- ID-Nr.: Die Nummer wird vom Brandenburgischen Landesamt für Denkmalpflege vergeben. Ein Link hinter der Nummer führt zum Eintrag über das Denkmal in der Denkmaldatenbank. In dieser Spalte kann sich zusätzlich das Wort Wikidata befinden, der entsprechende Link führt zu Angaben zu diesem Denkmal bei Wikidata.
- Lage: die Adresse des Denkmales und die geographischen Koordinaten. Link zu einem Kartenansichtstool, um Koordinaten zu setzen. In der Kartenansicht sind Denkmale ohne Koordinaten mit einem roten beziehungsweise orangen Marker dargestellt und können in der Karte gesetzt werden. Denkmale ohne Bild sind mit einem blauen bzw. roten Marker gekennzeichnet, Denkmale mit Bild mit einem grünen beziehungsweise orangen Marker.
- Bezeichnung: Bezeichnung in den offiziellen Listen des Brandenburgischen Landesamtes für Denkmalpflege. Ein Link hinter der Bezeichnung führt zum Wikipedia-Artikel über das Denkmal.
- Beschreibung: die Beschreibung des Denkmales
- Bild: ein Bild des Denkmales und gegebenenfalls einen Link zu weiteren Fotos des Baudenkmals im Medienarchiv Wikimedia Commons

## Allgemein
| ID-Nr.   | Lage   | Bezeichnung                              | Beschreibung | Bild                                     |
| -------- | ------ | ---------------------------------------- | --- | ---------------------------------------- |
| 09190654 | (Lage) | Denkmalbereichssatzung Altstadt - Teltow | Zum Denkmalbereich gehören folgende Häuser: Potsdamer Straße Hausnummern 68 bis 96 (die geraden Hausnummern), Alte Potsdamer Straße Nr. 1 bis Nr. 11, Hoher Steinweg alle Hausnummern, Sandstraße alle Hausnummern, Ritterstraße alle Hausnummern, Neue Straße alle Hausnummern, Breite Straße alle Hausnummern, Bäckerstraße alle Hausnummern, Lindenstraße alle Hausnummern, Berliner Straße Nr. 14 bis Nr. 20, der Alte Markt alle Hausnummern sowie die Badstraße. | Denkmalbereichssatzung Altstadt - Teltow |

## Baudenkmale in den Ortsteilen

### Ruhlsdorf
| ID-Nr.   | Lage                         | Bezeichnung                                                             | Beschreibung | Bild                                                                    |
| -------- | ---------------------------- | ----------------------------------------------------------------------- | --- | ----------------------------------------------------------------------- |
| 09190426 | (Lage)                       | Dorfkirche                                                              | Die evangelische Kirche wurde Mitte des 13. Jahrhunderts erbaut. Der Turm wurde 1759 hinzugefügt, zur selben Zeit wurde die Kirche umgebaut. Die Kanzel im Inneren stammt aus dem Jahre 1594. Die Taufe stammt aus dem Barock. | weitere Bilder                                                          |
| 09190791 | Dorfstraße 1 (Lage)          | Eiskeller                                                               | Der Eiskeller ist ein rundes Gebäude von etwa drei Metern Durchmesser, vermutlich aus dem 18. Jahrhundert stammend. | Eiskeller                                                               |
| 09191311 | Dorfstraße 1a (Lage)         | Gebäudegruppe, bestehend aus zwei Landarbeiterhäusern mit Nebengebäuden | | Gebäudegruppe, bestehend aus zwei Landarbeiterhäusern mit Nebengebäuden |
| 09191588 | Samatenweg 18 (Lage)         | Erbbegräbnisreihe auf dem Friedhof                                      | | Erbbegräbnisreihe auf dem Friedhof                                      |
| 09190427 | Samatenweg 18 (Lage)         | Sowjetischer Ehrenfriedhof, am westlichen Ortsrand                      | | Sowjetischer Ehrenfriedhof, am westlichen Ortsrand                      |
| 09191466 | Sputendorfer Straße 1 (Lage) | Schule (jetzt Grundschule „Am Röthepfuhl“)                              | Das Bauwerk der Grundschule „Am Röthepfuhl“ stammt aus dem Jahr 1908 und wurde in rotem Backstein mit einem Satteldach errichtet.                                                                                              | Schule (jetzt Grundschule „Am Röthepfuhl“)                              |

### Teltow
| ID-Nr.            | Lage                                                 | Bezeichnung | Beschreibung | Bild |
| ----------------- | ---------------------------------------------------- | --- | --- | --- |
| 09190601          | (Lage)                                               | Altstadtbereich | | Altstadtbereich |
| 09190403          | Alte Potsdamer Straße 5 (Lage)                       | Wohnhaus | | Wohnhaus |
| 09190845          | Bahnstraße 2 (Lage)                                  | Gleichrichterwerk mit Hofpflasterung und Zufahrtstraße sowie anschließendem gepflastertem Abschnitt der Bahnstraße      | Das Gleichrichterwerk war für die seit 1951 in Teltow endenden Züge der Berliner S-Bahn vorgesehen. Es sollte im Sommer 1961 in Betrieb gehen, am 13. August 1961 wurde jedoch der S-Bahn-Betrieb wegen des Baus der Berliner Mauer unterbrochen. Die elektrische Einrichtung des Werkes wurde daraufhin wieder demontiert. | Gleichrichterwerk mit Hofpflasterung und Zufahrtstraße sowie anschließendem gepflastertem Abschnitt der Bahnstraße      |
| 09190420          | Breite Straße / Ritterstraße (Lage)                  | Gedenkstein für die Befreiungskriege 1813                                                                               | | weitere Bilder |
| 09190402          | Breite Straße 19a (Lage)                             | Stadtkirche St. Andreas                                                                                                 | Erbaut wurde die Stadtkirche St. Andreas im 13. Jahrhundert als großer Feldsteinsaal mit einem westlichen Breitturm, der als Wehrturm konzipiert war, und eingezogenem Rechteckchor. Nach einem Brand 1801 wurde die Kirche 1810 wieder aufgebaut. | weitere Bilder |
| 09190404          | Breite Straße 21 (Lage)                              | Wohnhaus | | Wohnhaus |
| 09190405          | Breite Straße 24 (Lage)                              | Wohnhaus | | Wohnhaus |
| 09190406          | Elbestraße 2 (Lage)                                  | Lohse-Fabrik | Die ehemalige Seifen- und Parfümfabrik ist heute eine Seniorenresidenz. Erbaut wurde die Fabrik von 1910 bis 1911. | Lohse-Fabrik |
| 09191070          | Gerhart-Hauptmann-Straße 21 (Lage)                   | Mietwohnhaus | | Mietwohnhaus |
| 09191071          | Gerhart-Hauptmann-Straße 43/45 (Lage)                | Mietwohnhaus | | Mietwohnhaus |
| 09190407          | Hoher Steinweg 1 (Lage)                              | Wohnhaus | | Wohnhaus |
| 09190408          | Hoher Steinweg 13 (Lage)                             | Wohnhaus | Das Wohnhaus wurde 1711 erbaut, hier befindet sich heute das Heimatmuseum. | weitere Bilder |
| 09190005          | Iserstraße 8, 10 (Lage)                              | Biomalz-Fabrik, bestehend aus Fabrikationsanlage, Verwaltungsgebäude und Kontorhaus                                     | Die Biomalz-Fabrik wurde 1910/1911 erbaut. Das Hauptgebäude ist viergeschossig und hat ein Mansarddach. Die Fassade ist aus Klinker erstellt. Heute befindet sich hier das Unternehmen Biomalz Teltow. | Biomalz-Fabrik, bestehend aus Fabrikationsanlage, Verwaltungsgebäude und Kontorhaus                                     |
| 09190423          | Jahnstraße (Lage)                                    | Gedenkstein Kurt Spotaczyk                                                                                              | Kurt Spotaczyk (1902–1925) war Mitglied des Roten Frontkämpferbundes. Dieser geriet am 7. Juni 1925 in einen Zusammenstoß mit Mitgliedern des Teltower Schützenvereins, Landjäger mussten die Streitenden mit der Waffe trennen. Spotaczyk verstarb am gleichen Tag im Krankenhaus. Er wurde auf dem Zentralfriedhof Friedrichsfelde beigesetzt, wo seine Grabstätte heute Teil der Grabanlage Pergolenweg der Gedenkstätte der Sozialisten ist. | Gedenkstein Kurt Spotaczyk                                                                                              |
| 09190900          | Jahnstraße 2 (Lage)                                  | Sportanlage (Jahn-Sportplatz), bestehend aus Turnhalle, Umkleidetrakt, Pförtnerhaus, Wohnhaus und straßenseitiger Mauer | | Sportanlage (Jahn-Sportplatz), bestehend aus Turnhalle, Umkleidetrakt, Pförtnerhaus, Wohnhaus und straßenseitiger Mauer |
| 09190409          | Kantstraße 53 (Lage)                                 | Arco-Villa mit Pförtnerhaus und Einfriedung                                                                             | Die Villa, ein zweigeschossiger verputzter Feldstein- und Ziegelbau mit Ziegeldach, wurde für den Physiker Georg Graf von Arco im Jahr 1914 erbaut, Architekt war Otto Laternser. Ebenfalls denkmalgeschützt sind das Pförtnerhaus und die Einfriedung. | weitere Bilder |
| 09190006          | Lankeweg 4, Am Teltowkanal 7, Warthestraße 16 (Lage) | Speicher 1 und 5, Haus 7                                                                                                | | Speicher 1 und 5, Haus 7                                                                                                |
| 09191143          | Mahlower Straße 148 (Lage)                           | Altersheim Bethesda mit Kapelle, Mitarbeiter-Wohnhaus und Garagengebäude (heute Seniorenzentrum Bethesda)               | Die Häuser wurden von 1928 bis 1929 erbaut. Es sind viergeschossige Häuser die rechtwinklig zueinander stehen. | Altersheim Bethesda mit Kapelle, Mitarbeiter-Wohnhaus und Garagengebäude (heute Seniorenzentrum Bethesda)               |
| 09191554          | Mahlower Straße 150 (Lage)                           | Siedlungskirche mit Gemeindezentrum                                                                                     | | Siedlungskirche mit Gemeindezentrum                                                                                     |
| 09190425          | Marktplatz (Lage)                                    | Stubenrauchdenkmal | Das Denkmal wurde für Ernst von Stubenrauch von dem Bildhauer Ferdinand Lepcke geschaffen. Ernst von Stubenrauch gilt als der Erbauer des Teltowkanals. Das Denkmal wurde am 25. Oktober 1908 eingeweiht. Dem Werk fehlen heute die beiden Seitenteile, es waren Bronzereliefs mit Frauenskulpturen. Diese Skulpturen sollten die Flüsse Spree und Havel darstellen, der Teltowkanal verbindet diese Flüsse. | Stubenrauchdenkmal |
| 09190410          | Marktplatz 1, 3 (Lage)                               | Gasthof „Schwarzer Adler“                                                                                               | | Gasthof „Schwarzer Adler“                                                                                               |
| 09191010          | Max-Sabersky-Allee 2 (Lage)                          | Villa Salomon | Der Berliner Bankier Emil Salomon ließ 1873 die Villa bauen, die Grundlage der Seehofer Villenkolonie wurde. Sein Sohn, der Fotoreporter Erich Salomon wuchs in diesem Haus auf. 1920 verkaufte er es. Zu DDR-Zeiten und weiter bis zum Jahr 2000 diente das Gebäude als Kindergarten. Danach stand das Gebäude mehrere Jahre leer. Nachdem die Stadt Teltow bereits den Abriss plante, wurde das Gebäude 2007 unter Denkmalschutz gestellt. Mittlerweile wurde es von Privatpersonen übernommen. Das Gebäude wurde Anfang des 20. Jahrhunderts erweitert, es ist ein zweigeschossiger Bau mit Sattel- und Pultdach. | Villa Salomon |
| 09190007          | Max-Sabersky-Allee 22, Hauffstraße 2a (Lage)         | Sabersky-Villa mit Gartenschuppen (Borkenhaus) und Garten                                                               | In der Villa lebte der Industrielle Max Sabersky (1840–1887). | Sabersky-Villa mit Gartenschuppen (Borkenhaus) und Garten                                                               |
| 09190737          | Oderstraße (Lage)                                    | Abwasserpumpwerk | Das alte Abwasserpumpwerk in der Oderstraße ist nicht mehr in Betrieb. Das Gebäude entstand 1910 und pumpte Abwasser zur Kläranlage nach Stahnsdorf. In dem Gebäude befindet sich das MWA-Museum (Mittelmärkische Wasser und Abwasser GmbH). | Abwasserpumpwerk |
| 09190411          | Oderstraße 28 (Lage)                                 | Schifferkinderheim | | Schifferkinderheim |
| 09190424          | Potsdamer Straße / Sandstraße (Lage)                 | Gedenkstein für die Opfer des Faschismus (OdF), im Park                                                                 | | Gedenkstein für die Opfer des Faschismus (OdF), im Park                                                                 |
| 09190412          | Potsdamer Straße 16 (Lage)                           | Direktorenvilla | Die Villa steht etwa einen Kilometer westlich des Teltower Stadtkerns an der Ausfallstraße nach Potsdam auf dem Gelände der ehemaligen Porzellanmanufaktur Conrad, Schomburg und Co., als deren einziges bauliches Zeugnis sie erhalten blieb. Sie entstand 1904 als Wohnhaus für den Direktor der Porzellanmanufaktur, den Chemiker Dr. Conrad. Für die Ausführung zeichnete das Berliner Baugeschäft Hermann Vogeler verantwortlich. | Direktorenvilla |
| 09191104          | Potsdamer Straße 49 (Lage)                           | Stadthaus | Das spätere „Stadthaus“ ist 1927/28 ursprünglich als Katasteramt der Stadt Teltow nach einem Entwurf von Ernst Paulus errichtet worden. Ab 1935 wurde das Haus durch den Bürgermeister und Teile der Stadtverwaltung genutzt. Ab 1940/41 lautete die Bezeichnung des Gebäudes „Stadthaus der Stadt Teltow“. Nach einer denkmalgerechten Sanierung beherbergt es seit dem Jahr 2012 Wohnungen. | Stadthaus |
| 09190901          | Potsdamer Straße 54 (Lage)                           | Kino „Diana-Lichtspiele“                                                                                                | | Kino „Diana-Lichtspiele“                                                                                                |
| 09190413          | Potsdamer Straße 67 (Lage)                           | Wohn- und Geschäftshaus                                                                                                 | | Wohn- und Geschäftshaus                                                                                                 |
| 09190414          | Potsdamer Straße 69 (Lage)                           | Wohnhaus | | Wohnhaus |
| 09190415          | Potsdamer Straße 75 (Lage)                           | Wohnhaus | | Wohnhaus |
| 09190416          | Ritterstraße 11 (Lage)                               | Pfarrhaus | | Pfarrhaus |
| 09190417          | Ritterstraße 21 (Lage)                               | Wohnhaus | | Wohnhaus |
| 09190418          | Ritterstraße 23 (Lage)                               | Wohnhaus | | Wohnhaus |
| 09191061 Wikidata | Ruhlsdorfer Straße 28 (Lage)                         | Katholische Kirche Sanctissima Eucharistia                                                                              | Die Kirche wurde von 1954 bis 1957 erbaut. Die Kirche ist ein Putzbau, die Apsis ist fensterlos, der Turm befindet sich südlich der Kirche. | weitere Bilder |
| 09191074          | Ruhlsdorfer Straße 100 (Lage)                        | Maschinenfabrik, bestehend aus Verwaltungsgebäude, Werkhallen und Villa                                                 | Die ehemalige Maschinenfabrik wurde 1906/1907 erbaut, allerdings mehrmals erweitert, so 1916–1923 und 1935–1942. Zur Fabrik gehört eine bereits 1893 errichtete neobarocke Direktorenvilla. | Maschinenfabrik, bestehend aus Verwaltungsgebäude, Werkhallen und Villa                                                 |
| 09191266          | Weinbergsweg 1 (Lage)                                | Friedhofskapelle und Eingangsrelief                                                                                     | Die Kapelle aus Klinker hat einen kreuzförmigen Grundriss und wurde 1933–1944 erbaut. | Friedhofskapelle und Eingangsrelief                                                                                     |
| 09190422          | Weinbergsweg 1 (Lage)                                | Gedenktafel für tschechische Zwangsarbeiter auf dem Friedhof                                                            | | Gedenktafel für tschechische Zwangsarbeiter auf dem Friedhof                                                            |
| 09190421          | Weinbergsweg 1 (Lage)                                | Sowjetisches Ehrenmal und Massengräber mit Gedenktafeln auf dem Friedhof                                                | | Sowjetisches Ehrenmal und Massengräber mit Gedenktafeln auf dem Friedhof                                                |

## Ehemalige Baudenkmale
| ID-Nr. | Lage                              | Bezeichnung                                        | Beschreibung | Bild                                               |
| ------ | --------------------------------- | -------------------------------------------------- | --- | -------------------------------------------------- |
|        | Lichterfelder Allee (Lage)        | Villengarten der ehemaligen Villa Sabersky         | Die 1,5 Hektar große Parkanlage zwischen Lichterfelder Chaussee und Roseggerstraße gehörte zum Gut Seehof. Der königliche Hofgärtner Theodor II. Nietner veröffentlichte 1880 einen Plan zur Gestaltung des Geländes, das dem Unternehmer und Gutsbesitzer Max Sabersky gehörte. Im Jahr 2011 wurde das mittlerweile waldartige, von hohen Bäumen bewachsene, Areal unter Denkmalschutz gestellt. Die Erben von Sabersky planen eine Teilbebauung des Geländes und zweifeln an, dass die Pläne von Nietner jemals ausgeführt wurden. Im November 2017 wurde der Park aus der Denkmalliste gelöscht. | Villengarten der ehemaligen Villa Sabersky         |
|        | Teltow Potsdamer Straße 10 (Lage) | zwei Majolikafliesenbilder an der Fabrikantenvilla | | zwei Majolikafliesenbilder an der Fabrikantenvilla |
|        | Teltow Ritterstraße 29 (Lage)     | Altes Landratsamt Teltow                           | Das Gebäude wurde abgerissen. | Altes Landratsamt Teltow                           |